# Valérie Delpierre
Valérie Delpierre (Mònaco, 1971) és una productora monegasca de cinema independent que ha desenvolupat la seva carrera sobretot en Espanya. Produeix tant llargmetratges com curtmetratges, de ficció i documentals, des de la seva companyia Inicia Films. Alguns dels seus reconeixements són el Goya al Millor curtmetratge documental en 2018 per Los desheredados de Laura Ferrés i els Premis Feroz 2021 i 2024 a la Millor pel·lícula dramàtica, per Las niñas de Pilar Palomero i prr 20.000 espècies d'abelles d’Estibaliz Urresola Solaguren.

## Trajectòria
Delpierre va residir amb la seva família en diverses ciutats com Niça, París i Tahití. Es va formar en La Sorbonne i en la Universitat Complutense de Madrid, on va gaudir d'una beca Erasmus en Relacions Internacionals. Es va traslladar a Barcelona l'any 2000.
Interessada en la producció audiovisual, en 2006 va fundar la seva pròpia companyia productora, Inicia Films. Des d'aquesta empresa ha desenvolupat, en la seva majoria, projectes de nous talents i de cineastes amb plantejaments poc convencionals quant a temàtica i estètica. Com a productora i productora executiva ha estat al capdavant de nombrosos llargmetratges de ficció, documentals i curtmetratges, entre els quals destaquen títols com B, la película i Un per a tots de David Ilundain; les premiades Las niñas i La Maternal, ambdues de Pilar Palomero; Estiu 1993, dirigida per Carla Simón, Premi a la Millor Opera Prima a la Berlinale i guanyadora de tres Premis Goya i quatre Premis Feroz; o ''20.000 espècies d'abelles d’Estibaliz Urresola Solaguren, Os de Plata a la Millor interpretació protagonista per a Sofía Otero al Festival de Berlín, les Bisnagues a Millor pel·lícula i a Millor actriu de repartiment (Patricia López Arnaiz) al Festival de Màlaga, i en els Premis Feroz 2024 va ser destacada com a millor pel·lícula dramàtica i López Arnaiz va recollir el seu tercer Feroz com a millor actriu de repartiment.
En 2022 Delpierre es va presentar al costat de l'actriu Amparo Climent i la guionista Alicia Luna per a presidir la Acadèmia de Cinema d'Espanya però la seva candidatura no va ser la més votada pels acadèmics.

## Reconeixements
- 2017 distingida amb el II Premi Dona de l'Any dels Fotogramas de Plata.[8]
- 2018 Goya al millor curtmetratge documental , Los desheredados, compartit amb Laura Ferrés.
- 2018 Inclosa en la llista de productors emergents segons la revista de cinema britànica Screen International.[9]
- 2021 Guanyadora del Premi Feroz a la Millor pel·lícula dramàtica per Las niñas de Pilar Palomero, compartit amb Alex Lafuente
- 2021 Guardonada amb el premi a la Millor Comunicadora de l'Any en les XXVII Jornades de Comunicació Blanquerna de la Universitat Ramon Llull.[10]
- 2023 Inclosa entre "Les 40 dones més influents del cinema internacional" per la publicació estatunidenca The Hollywood Reporter.[11]
- 2024 Guanyadora del Premi Feroz a la Millor pel·lícula dramàtica per 20.000 espècies d'abelles d’Estibaliz Urresola Solaguren, compartit amb Lara Izagirre
- 2024 Guanyadora dels Premis Gaudí a la millor pel·lícula en llengua no catalana per 20.000 espècies d'abelles, compartit amb Estibaliz Urresola Solaguren i Lara Izagirre; i al Millor curtmetratge per El bus, compartit amb Sandra Reina, Francisco Menchón i Jaume Fargas i Coll.